# Clarias jaensis
Clarias jaensis is een straalvinnige vis uit de familie van kieuwzakmeervallen (Clariidae) en behoort derhalve tot de orde van meervalachtigen (Siluriformes). De vis kan een lengte bereiken van 48 cm.

## Leefomgeving
Clarias jaensis is een zoetwatervis. De vis verkiest een tropisch klimaat. Het verspreidingsgebied beperkt zich tot Afrika.

## Relatie tot de mens
Clarias jaensis In de hengelsport wordt er weinig op de vis gejaagd.
Voor de mens is Clarias jaensis ongevaarlijk.